# Beaumont Bay
Die Beaumont Bay ist der Einlass des Dickey-Gletschers in das Ross-Schelfeis der antarktischen Ross Dependency. Die an der Shackleton-Küste liegende Bucht wird seitlich begrenzt durch das Young Head und den Harris Point. Vorgelagert ist die Insel Deverall Island.
Entdeckt wurde sie von Teilnehmern der Discovery-Expedition (1901–1904) unter der Leitung des britischen Polarforschers Robert Falcon Scott, der sie nach Admiral Lewis Beaumont (1847–1922) von der Royal Navy benannte, der als erfahrener Arktisreisender der Expedition beratend zur Seite stand.